# Vesicomya ovalis
Vesicomya ovalis är en musselart som först beskrevs av Dall 1896.  Vesicomya ovalis ingår i släktet Vesicomya och familjen Vesicomyidae. Inga underarter finns listade i Catalogue of Life.